# Paraoxypilus laticollis
Paraoxypilus laticollis är en bönsyrseart som beskrevs av Tindale 1923. Paraoxypilus laticollis ingår i släktet Paraoxypilus och familjen Amorphoscelidae. Inga underarter finns listade i Catalogue of Life.